# Peter Canero
Peter Canero (født 18. januar 1981 i Glasgow, Skotland) er en skotsk tidligere fodboldspiller (forsvarer/midtbane). Han spillede én kamp for det skotske landshold, en venskabskamp mod Danmark i 2004.
På klubplan spillede Canero i hjemlandet for henholdsvis Kilmarnock og Dundee United. Han havde også kortvarige ophold hos Leicester i England samt hos New York Red Bulls i den amerikanske Major League Soccer, før han stoppede karrieren i 2006.